# Mannrecht
Mannrecht war der Name desjenigen Rechts, nach dem adelige Vasallen gerichtet wurden – dem Lehnrecht (Lehnswesen). Dann bezeichnete man damit auch das Lehngericht, wenn zwischen dem Lehnherrn und dem Vasallen Streit entstand, und vor welchem sich der Vasall stellen musste. 
Daher rühren auch die Benennungen: 
1. Mannrichter, oder der Richter bei einem solchen Manngericht;
2. Mannbote, der Gerichtsdiener eines solchen Lehngerichts;
3. Manntag, der Tag, an welchem sich die Lehnmänner versammelten.

Alle diese Ausdrücke waren bereits zu Beginn des 19. Jahrhunderts nicht mehr gebräuchlich und wurden etwa zeitgleich mit dem Reichsdeputationshauptschluss historisch.